# Odvoz vozil v razgradnjo
Odvoz vozil v razgradnjo je zakonsko urejeno na področju republike Slovenije.
Republika Slovenija skladno z Evropsko skupnostjo zagotavlja sistem za ravnanje z izrabljenimi motornimi vozili (IMV). To pomeni, da je vsak avtomobil, ki je odslužil svojemu primarnemu namenu, ustrezno tehnično, strokovno in ekološko razgrajen.
Z oddajo vozila v razgradnjo zadnji imetnik prejme potrdilo o uničenju, ki je dokument s katerim lahko potem na pristojni službi vozilo dokončno odjavi iz prometa. V naslednjih mesecih se pričakuje povečan nadzor inšpektorji nad vozili, ki imajo potrdilo o lokaciji. 
Večina vozil se v Sloveniji odda na "črno" kar pa prinaša nezaželene sankcije. V Sloveniji se ocenjuje, da se na letni ravni odda 50.000 vozil, vendar jih koncesionirani obrati za razgradnjo obdelajo le 10.000. Za ostala vozila se domneva, da ostajajo na divjih odlagaliiščih oziroma se preda nepooblaščenim osebam. Za takšno ravnanje je ob poudarjenjem nadzoru inšpektorjev pričakovati kazni.